# Surab Datunaschwili

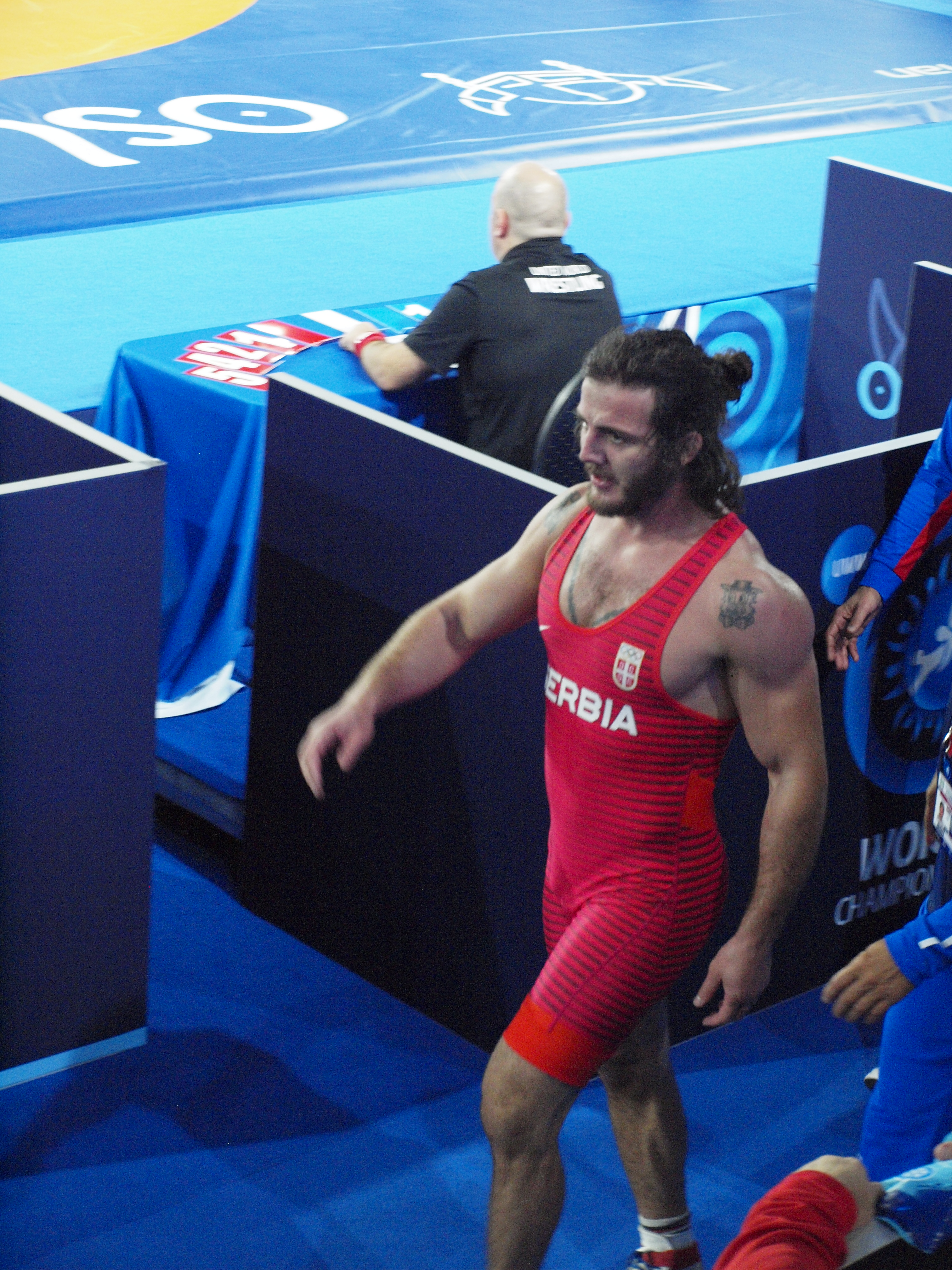
Surab Datunaschwili

Surab Datunaschwili (georgisch ზურაბ დათუნაშვილი; englisch Zurab Datunashvili; * 18. Juni 1991 in Tiflis, Georgische Republik) ist ein Ringer im griechisch-römischen Stil. Er ist in der Gewichtsklasse bis 87 kg Körpergewicht  zweifacher Weltmeister (2021 und 2022) sowie Bronzemedaillengewinner bei den Olympischen Spielen 2020. Zudem wurde er in drei verschiedenen Gewichtsklassen Europameister (2016, 2017 und 2021). Bis 2018 trat er bei internationalen Wettkämpfen für Georgien an, mit der Annahme der serbischen Staatsbürgerschaft 2019 tritt er für Serbien an.

## Werdegang
Surab Datunaschwili begann im Alter von 6 Jahren mit dem Ringen. Zu Beginn seiner Karriere gehörte er einem Ringerclub in Tiflis an, wurde von Viliam Charasow trainiert und spezialisierte sich auf den griechisch-römischen Stil. Der 1,83 Meter große Athlet startete bis 2013 im Weltergewicht, der Gewichtsklasse bis 74 kg Körpergewicht, ab 2014 in der Klasse bis 75 kg und wechselte 2017 in die 80-kg-Klasse. Seit 2020 tritt er bei internationalen Wettkämpfen ausschließlich in der Gewichtsklasse bis 87 kg an.
Seine erste internationale Meisterschaft bestritt er schon im Jahre 2006 im Alter von 15 Jahren, als er bei der Junioren-Europameisterschaft (Altersgruppe Cadets) in Istanbul in der Gewichtsklasse bis 42 kg auf den 12. Platz kam. 2008 startete er, immer noch als "Cadet", bei der Junioren-Europameisterschaft in Daugavpils in der Gewichtsklasse bis 63 kg und erreichte dabei den 7. Platz. 2011 war dann sein erfolgreichstes Juniorenjahr. Er belegte in diesem Jahr zunächst in Zrenjanin im Weltergewicht hinter Islam Charajew, Russland und Ismail Kocaslan, Türkei den 3. Platz und wenig später wurde er bei der Junioren-Weltmeisterschaft in Bukarest im Weltergewicht hinter Rafik Manukjan, Armenien sogar Vizeweltmeister der Junioren.
Der erste große Erfolg bei den Senioren gelang ihm dann bereits im Jahre 2012, denn er konnte sich in Sofia für die Teilnahme an den Olympischen Spielen in London qualifizieren. Dabei ließ er so hervorragende Ringer wie Mark Overgaard Madsen, Dänemark und Péter Bácsi, Ungarn, hinter sich. Bei den Olympischen Spielen selbst kam er zu Siegen über Kim Jin-hyeok, Südkorea und Benjamin Errol Provisor, Vereinigte Staaten, verlor dann aber gegen Emin Achmadow aus Aserbaidschan. Da dieser das Finale nicht erreichte, schied er aus, belegte aber noch einen guten 7. Platz.
Im Dezember 2012 wurde Surab Datunaschwili erstmals georgischer Meister im Weltergewicht und vertrat sein Land auch bei der Europameisterschaft im März 2013 in Tiflis. Er war dort in sehr guter Form und besiegte im Weltergewicht Bálint Korpási, Ungarn, Božo Starčević, Kroatien und Pascal Eisele, Deutschland. Im Finale stand er dem Olympiasieger Roman Wlassow aus Russland gegenüber, gegen den er knapp mit 0:2 Runden und 0:2 Punkten verlor. Er wurde damit Vize-Europameister.
Nach einem 3. Platz beim Golden-Grand-Prix in Szombathely in der neuen Gewichtsklasse bis 75 kg hinter Mark Overgaard Madsen, Dänemark und dem Leichtgewichts-Weltmeister von 2011 Saeid Mourad Abdvali, Iran, wurde Surab Datunaschwili einen Monat später auch wieder bei der Europameisterschaft dieses Jahres, die im finnischen Vantaa stattfand, eingesetzt. Er konnte dort aber nicht überzeugen, denn er siegte in seinem ersten Kampf zwar über Jan Rotter aus Deutschland, unterlag aber schon in seinem nächsten Kampf gegen Seref Tüfenk aus der Türkei, womit er ausschied und nur auf den 15. Platz kam. Bei der Weltmeisterschaft im September 2014 in Taschkent erreichte er in der Gewichtsklasse bis 75 kg das Halbfinale, musste in diesem jedoch eine knappe Punktniederlage gegen Arsen Dschulfalakjan aus Armenien hinnehmen. Er unterlag dann auch im Kampf um eine WM-Bronzemedaille gegen Elwin Mursalijew aus Aserbaidschan nach Punkten.
2015 nahm Datunaschwili an den Europaspielen in Baku teil. In der 75-kg-Klasse unterlag er nach einigen Siegen in den Vorrunden Elvin Mürsəliyev und im Kampf um Bronze dem Russen Tschingis Labasanow. In demselben Jahr erreichte er bei den Weltmeisterschaften in Paradise Rang 15.
Bei den Europameisterschaften 2016 in Riga erreichte er in der Gewichtsklasse bis 75 kg das Finale, in dem er Viktor Nemeš aus Serbien besiegte. Damit gewann er die Goldmedaille und wurde erstmalig Europameister. Zudem qualifizierte er sich durch den Sieg für die Olympischen Spiele in Rio de Janeiro. Bei diesen schied er nach einer Niederlage gegen Dosschan Kartikow aus Kasachstan im ersten Kampf aus.
2017 trat Surab Datunaschwili bei den Europameisterschaften in der 80-kg-Klasse an und wurde in dieser erneut Europameister. Im Finale besiegte er den Belarussen Radik Kulijew. In derselben Gewichtsklasse belegte er bei den Weltmeisterschaften 2017 in Paris den 5. Platz.
Im Jahr 2019 kam es zum Zerwürfnis mit dem georgischen Ringerverband und dessen Präsidenten Gega Gegeschidsis. In der Folge wechselte Surab Datunaschwili nach Serbien und nahm die serbische Staatsbürgerschaft an.
Datunaschwili erster internationaler Wettkampf unter serbischer Flagge waren die Europameisterschaften 2020 in Rom. Bei diesen kam er in der Gewichtsklasse bis 87 kg nicht über die erste Runde hinaus und wurde 11. Im Folgejahr lief es für ihn besser bei den Europameisterschaften in Warschau. Bei diesen konnte er Gold erringen und besiegte auf dem Weg dahin unter anderem Schan Belenjuk und Denis Kudla. Die Europameisterschaft sicherte ihm erneut einen Platz bei den Olympischen Spielen. Bei diesen traf er in Tokio in der 87-kg-Klasse in der ersten Runde auf den Ukrainer Schan Belenjuk, dem er dieses Mal jedoch unterlag. In der Hoffnungsrunde folgten dann Siege über Bachir Sid Azara aus Algerien und den Kroaten Ivan Huklek, wodurch sich Datunashvili eine Bronzemedaille sichern konnte.
Ebenfalls im Jahr 2021 fanden die Weltmeisterschaften in Oslo statt, bei denen Surab Datunaschwili im Finale Kiryl Maskewitsch gegenüberstand. Er konnte siegen und wurde erstmals Weltmeister. 2022 konnte er diesen Erfolg wiederholen und wurde in Belgrad erneut Weltmeisterschaftssieger in der Klasse bis 87 kg Körpergewicht.

## Internationale Erfolge
| Jahr | Platz  | Wettbewerb                                              | Gewichtsklasse | Ergebnisse |
| ---- | ------ | ------------------------------------------------------- | -------------- | --- |
| 2006 | 12.    | Junioren-EM (Cadets) in Istanbul                        | bis 42 kg      | Sieger: Churschud Babaschow, Aserbaidschan vor Karapet Sargisjan, Armenien |
| 2008 | 7.     | Junioren-EM (Cadets) in Daugavpils                      | bis 63 kg      | Sieger: Tschingis Labasanow, Russland vor Jaroslaw Kandarsch, Belarus |
| 2010 | 9.     | Golden-Grand-Prix in Tiflis                             | Welter         | Sieger: Giorgi Cirekidse, Georgien vor Aschkat Dilmuchamedow, Kasachstan |
| 2011 | 3.     | Junioren-EM in Zrenjanin                                | Welter         | hinter Islam Charajew, Russland und Ismail Kocaslan, Türkei |
| 2011 | 2.     | Junioren-WM in Bukarest                                 | Welter         | hinter Rafik Manuchjan, Armenien, vor Michail Kornilow, Russland und Arkadiusz Kulynicz, Polen |
| 2012 | 3.     | „Dan-Kolow & Nikola-Petrow“-Memorial in Sofia           | Welter         | hinter Ilian Georgiew, Bulgarien und Manuchar Tschadaia, Georgien |
| 2012 | 1.     | Olympia-Qualif.-Turnier in Sofia                        | Welter         | vor Mark Overgaard Madsen, Dänemark, Péter Bácsi, Ungarn und Ilian Georgiew |
| 2012 | 9.     | Großer Preis von Deutschland in Dortmund                | Welter         | Sieger: Božo Starčević, Kroatien vor Manuchar Tschadaia und Moises Valtteri, Finnland |
| 2012 | 7.     | OS in London                                            | Welter         | nach Siegen über Kim Jin-hyeok, Südkorea und Benjamin Errol Provisor, USA und einer Niederlage gegen Emin Achmadow, Aserbaidschan                                                                                  |
| 2012 | 11.    | Präsidenten-Cup von Kasachstan in Astana                | Welter         | Sieger: Konstantin Schipajew, Russland vor Doschan Kartikow, Kasachstan |
| 2013 | 2.     | EM in Tiflis                                            | Welter         | nach Siegen über Bálint Korpási, Ungarn, Božo Starčević und Pascal Eisele, Deutschland und einer Niederlage gegen Roman Wlassow, Russland                                                                          |
| 2014 | 1.     | Golden-Grand-Prix in Paris                              | bis 75 kg      | vor Mateusz Lukasz Wolny, Polen, Manuchar Tschadaia, Georgien und Piotr Przepiorka, Polen |
| 2014 | 3.     | Golden-Grand-Prix in Szombathely                        | bis 75 kg      | hinter Mark Overgaard Madsen, Dänemark und Saeid Mourad Abdvali, Iran |
| 2014 | 15.    | EM in Vantaa                                            | bis 75 kg      | nach einem Sieg über Jan Rotter, Deutschland und einer Niederlage gegen Seref Tüfenk, Türkei |
| 2014 | 5.     | WM in Taschkent                                         | bis 75 kg      | nach Siegen über Arkadiusz Kulynycz, Polen, Waleri Palenski, Belarus, Jawor Janakiew, Bulgarien und Gurpeet Singh, Indien und Niederlagen gegen Arsen Dschulfalakjan, Armenien und Elwin Mursalijew, Aserbaidschan |
| 2015 | 1.     | „Ljubomir Ivanović Gedža“-Turnier in Belgrad            | bis 80 kg      | vor Ramazan Abatscharajew, Russland |
| 2015 | 5.     | Europaspiele in Baku                                    | bis 75 kg      | nach Siegen über Petr Novák, Tschechien, Emrah Kuş, Türkei und Jawor Janakiew, Bulgarien sowie Niederlagen gegen Elvin Mürsəliyev, Aserbaidschan und Tschingis Labasanow, Russland                                 |
| 2015 | 13.    | WM in Paradise                                          | bis 75 kg      | nach Siegen über Aleksandrs Višņakovs, Lettland, Yang Bin, China, und einer Niederlage gegen Saeid Mourad Abdvali, Iran                                                                                            |
| 2016 | 1.     | EM in Riga                                              | bis 75 kg      | nach Siegen über Karapet Tschaljan, Armenien, Elvin Mürsəliyev und Viktor Nemeš, Serbien |
| 2016 | 18.    | OS in Rio de Janeiro                                    | bis 75 kg      | nach einer Niederlage gegen Dosschan Kartikow, Kasachstan |
| 2017 | 1.     | „Iwan Poddubny“-Turnier in Moskau                       | bis 80 kg      | vor Adlan Akijew, Russland |
| 2017 | 1.     | EM in Novi Sad                                          | bis 80 kg      | nach Siegen über Petr Novák, Adlan Akijew, Russland und Radik Kulijew, Belarus |
| 2017 | 5.     | WM in Paris                                             | bis 80 kg      | nach Siegen über Bachir Sid Azara, Algerien, Božo Starčević, Kroatien und Michael Wagner, Österreich sowie Niederlagen gegen Maksim Manukjan, Armenien und Pascal Eisele, Deutschland                              |
| 2018 | 8.     | EM in Kaspijsk                                          | bis 82 kg      | nach einem Sieg über Edgar Babayan, Polen und einer Niederlage gegen Rafiq Hüseynov, Aserbaidschan |
| 2020 | 11.    | EM in Rom                                               | bis 87 kg      | Niederlage gegen Eividas Stankevicius, Litauen |
| 2020 | 3.     | Welt-Cup in Belgrad                                     | bis 87 kg      | nach Siegen über Atabek Azisbekow, Kasachstan und István Takács, Ungarn, einer Niederlage gegen Kiryl Maskewitsch, Belarus und einem Sieg über Fabio Parisi, Italien                                               |
| 2021 | 1.     | „Dan-Kolow“- & „Nikola-Petrow“-Turnier in Plowdiw       | bis 87 kg      | vor Mahdi Fallah, Iran |
| 2021 | 1.     | EM in Warschau                                          | bis 87 kg      | Siege über Schan Belenjuk, Ukraine, Denis Kudla, Deutschland und Kiryl Maskewitsch |
| 2021 | Bronze | OS in Tokio                                             | bis 87 kg      | nach einer Niederlage gegen Schan Belenjuk und Hoffnungsrundensiegen über Bachir Sid Azara, Algerien und Ivan Huklek, Kroatien                                                                                     |
| 2021 | 1.     | WM in Oslo                                              | bis 87 kg      | nach Siegen über Milad Alirsajew, Lascha Gobadse, Georgien, Turpal Bisultanov, Dänemark und Kiryl Maskewitsch |
| 2022 | 8.     | EM in Budapest                                          | bis 87 kg      | nach einem Sieg über Erik Szilvássy, Ungarn und einer Niederlage gegen İslam Abbasov, Aserbaidschan |
| 2022 | 1.     | „Ion-Corneanu“- & „Ladislau-Simon“-Memorial in Bukarest | bis 87 kg      | vor Patrik Mezei, Ungarn |
| 2022 | 1.     | WM in Belgrad                                           | bis 87 kg      | nach Siegen über Hannes Wagner, Deutschland, Alex Bjurberg Kessidis, Schweden, Dávid Losonczi, Ungarn und Turpal Bisultanov                                                                                        |
| 2023 | 7.     | Thor Masters in Nykøbing Falster                        | bis 87 kg      | nach Siegen über Alex Bjurberg Kessidis, Arkadiusz Kułynycz, Polen und Niederlagen gegen Damian von Euw, Schweiz sowie Szymon Szymonowicz, Polen                                                                   |

## Georgische Meisterschaften
| Jahr | Platz | Gewichtsklasse | Ergebnisse                                                             |
| 2012 | 1.    | Welter         | vor Ushangi Chitiaschwili, Schmagi Guliaschwili und Genadi Gogischwili |

Erläuterungen
- alle Wettkämpfe im griechisch-römischen Stil
- OS = Olympische Spiele, WM = Weltmeisterschaft, EM = Europameisterschaft
- Weltergewicht, Gewichtsklasse bis 74 kg Körpergewicht (bis 31. Dezember 2013)